# Estado de direito

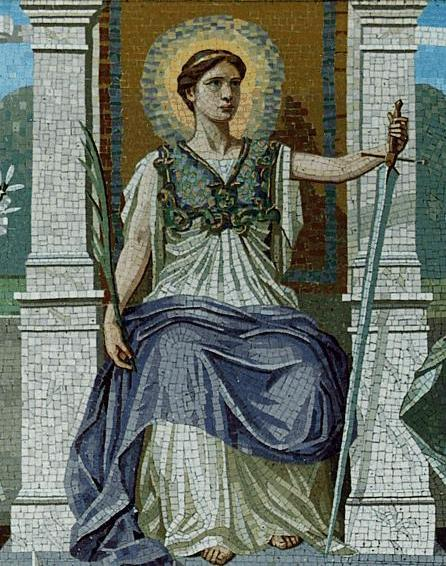
Um mosaico que representa os aspectos judiciais e legislativos do direito. A mulher no trono segura uma espada para castigar os culpados e um ramo de palmeira para recompensar os meritórios. A glória envolve sua cabeça e a égide de Minerva significa a armadura da retidão e da sabedoria.

A essência do Estado de direito é que todas as pessoas e instituições dentro de um corpo político estão sujeitas às mesmas leis.   Às vezes, esse conceito é expresso simplesmente como "ninguém está acima da lei" ou "todos são iguais perante a lei". De acordo com a Encyclopædia Britannica, é definido como "o mecanismo, processo, instituição, prática ou norma que apoia a igualdade de todos os cidadãos perante a lei, assegura uma forma não arbitrária de governo e, de forma mais geral, impede o uso arbitrário do poder". 
A ideia de Estado de Direito tem origens medievais, vinculada à contenção do poder absoluto. Desde então, passou por diferentes ressignificações e, nas últimas décadas, consolidou-se como um valor compartilhado por correntes políticas diversas — desde neoliberais até marxistas — como pilar do regime democrático e barreira contra a arbitrariedade.
Os juristas expandiram o conceito básico do Estado de Direito para abranger, antes de mais nada, a exigência de que as leis se apliquem igualmente a todos. Os "formalistas" acrescentam que as leis devem ser estáveis, acessíveis e claras. Mais recentemente, os “substantivistas” expandem o conceito para incluir direitos, como os direitos humanos, e o cumprimento do direito internacional.   
O uso da frase pode ser rastreado até a Grã-Bretanha do século XVI . No século seguinte, o teólogo escocês Samuel Rutherford empregou-o para argumentar contra o direito divino dos reis .  John Locke escreveu que liberdade na sociedade significa estar sujeito apenas às leis escritas por um legislativo que se aplicam a todos, sendo a pessoa livre de restrições de liberdade, tanto governamentais quanto privadas. A expressão "estado de direito" foi popularizada no século XIX pelo jurista britânico AV Dicey . Entretanto, o princípio, se não a frase em si, foi reconhecido por pensadores antigos. Aristóteles escreveu: "É mais apropriado que a lei governe do que qualquer um dos cidadãos."  
O termo Estado de Direito está intimamente relacionado ao constitucionalismo e também ao Rechtsstaat . Refere-se a uma situação política, não a qualquer regra jurídica específica.    Distinta é a regra do homem, onde uma pessoa ou grupo de pessoas governa arbitrariamente. 
A popularidade do Estado de Direito decorre, em parte, de seu caráter multifacetado. Seus elementos – como previsibilidade, igualdade, estabilidade ou transparência – podem ser apropriados seletivamente por diferentes agendas: mercado, democracia, direitos humanos.

### História
Embora o crédito pela popularização da expressão "estado de direito" nos tempos modernos seja geralmente atribuído a AV Dicey,   o desenvolvimento do conceito jurídico pode ser rastreado ao longo da história até muitas civilizações antigas, incluindo a Grécia antiga, a Mesopotâmia, a Índia e Roma.  

### História antiga (até o século XV)
A concepção mais antiga do Estado de direito pode ser rastreada até aos épicos indianos Ramayana e Mahabharata - cujas primeiras versões datam de cerca dos séculos VIII ou IX a.C.    O Mahabharata trata dos conceitos de Dharma (usado para significar lei e dever indistintamente), Rajdharma (dever do rei) e Dharmaraja. Afirma em um de seus slogans que "O povo deve executar um rei que não o protege, mas o priva de suas propriedades e bens e que não aceita conselhos ou orientações de ninguém. Tal rei não é um rei, mas sim um infortúnio."  
Outras fontes para a filosofia do Estado de Direito podem ser rastreadas até os Upanishads, que afirmam que "A lei é a rainha dos reis. Ninguém é superior à lei. Nem mesmo o rei". Outros comentários incluem o Arthashastra de Kautilya (século IV a.C.), o Manusmriti (datado do século I ao III d.C.), o Yajnavalkya-Smriti (datado entre os séculos III e V d.C.), o Brihaspati Smriti (datado entre 15 e 16 d.C.).  

### Grécia Antiga
Vários estudiosos também traçaram o conceito do Estado de direito até Atenas do século IV a.C., vendo-o como o valor dominante da democracia ateniense,  ou como um valor mantido em conjunto com o conceito de soberania popular .  No entanto, estes argumentos foram contestados e o consenso atual é que defender um conceito abstrato do Estado de direito não era “a consideração predominante” do sistema jurídico ateniense.  Aristóteles, em sua Política, escreveu: "É mais apropriado que a lei governe do que qualquer um dos cidadãos: pelo mesmo princípio, se for vantajoso colocar o poder supremo em algumas pessoas específicas, elas devem ser nomeadas para serem apenas guardiãs e servidoras das leis." 

A ideia do Estado de direito pode ser considerada uma iteração moderna das ideias dos antigos filósofos gregos, que defendiam que a melhor forma de governo era a governada pelos melhores homens.  Platão defendia uma monarquia benevolente governada por um rei filósofo idealizado, que estava acima da lei.  Platão, no entanto, esperava que os melhores homens fossem bons em respeitar as leis estabelecidas, explicando que "Onde a lei está sujeita a alguma outra autoridade e não tem nenhuma própria, o colapso do estado, na minha opinião, não está longe; mas se a lei é a dona do governo e o governo é seu escravo, então a situação é cheia de promessas e os homens desfrutam de todas as bênçãos que os deuses derramam sobre um estado."  Da mesma forma, Aristóteles se opôs categoricamente a deixar que os mais altos funcionários exercessem poder além de guardar e servir as leis.  Em outras palavras, Aristóteles defendia o Estado de Direito:
É mais apropriado que a lei governe mais do que qualquer um dos cidadãos: pelo mesmo princípio, se for vantajoso colocar o poder supremo em algumas pessoas específicas, elas devem ser designadas para serem apenas guardiãs e servidoras das leis. 
O estadista romano Cícero é frequentemente citado dizendo, aproximadamente: "Somos todos servos das leis para sermos livres."  Durante a República Romana, magistrados controversos podiam ser levados a julgamento quando seus mandatos expiravam. Sob o Império Romano, o soberano era pessoalmente imune ( legibus solutus ), mas aqueles com queixas podiam processar o tesouro. 

### China
Na China, os membros da escola do legalismo durante o século III a.C. defenderam a utilização da lei como uma ferramenta de governo, mas promoveram o "governo pela lei" em oposição ao "governo da lei", o que significa que colocavam os aristocratas e o imperador acima da lei.  Em contraste, a escola Huang-Lao do Taoísmo rejeitou o positivismo jurídico em favor de uma lei natural à qual até mesmo o governante estaria sujeito. 
O antigo conceito de Estado do Direito pode ser distinguido do Estado de Direito, de acordo com o professor de ciências políticas Li Shuguang: “A diferença ... é que, sob o império da lei, a lei é preeminente e pode servir como um freio contra o abuso de poder. Sob o império da lei, a lei é uma mera ferramenta para um governo, que reprime de forma legalista." 

### Inglaterra
Alfredo, o Grande, rei anglo-saxão do século IX, reformou a lei de seu reino e elaborou um código de leis (o Livro da Perdição ), baseado em mandamentos bíblicos. Ele sustentava que a mesma lei deveria ser aplicada a todas as pessoas, fossem elas ricas ou pobres, amigas ou inimigas. Isso provavelmente foi inspirado em Levítico 19:15: "Não cometerás iniquidade no juízo. Não favorecerás o miserável, nem te inclinarás ao rico. Julgarás o teu próximo com justiça." 

O primeiro uso conhecido desta frase em inglês ocorreu por volta de 1500.  Outro exemplo antigo da expressão "estado de direito" é encontrado em uma petição a Jaime I da Inglaterra em 1610, da Câmara dos Comuns :
Entre muitos outros pontos de felicidade e liberdade que os súditos de Vossa Majestade deste reino desfrutaram sob seus progenitores reais, reis e rainhas deste reino, não há nenhum que eles tenham considerado mais querido e precioso do que este: ser guiado e governado pela regra certa da lei que dá tanto à cabeça quanto aos membros o que lhes pertence por direito, e não por qualquer forma incerta ou arbitrária de governo. ... 

### Período moderno (1500 d.C. – presente)
Em 1481, durante o reinado de Fernando II de Aragão, a Constitució de l'Observança foi aprovada pelo Tribunal Geral da Catalunha, estabelecendo a submissão do poder real (incluindo seus oficiais) às leis do Principado da Catalunha . 
Em 1607, o Juiz Presidente da Suprema Corte inglesa Sir Edward Coke disse no Caso das Proibições "que a lei era a varinha de condão e medida de ouro para julgar as causas dos súditos; e que protegia Sua Majestade em segurança e paz: com o que o Rei (Jaime I) ficou muito ofendido e disse que, então, ele deveria estar sob a lei, o que seria traição afirmar, como ele disse; ao que eu disse que Bracton diz: quod Rex non debet esse sub homine, sed sub Deo et lege (que o Rei não deveria estar sob nenhum homem, mas sob Deus e a lei)."
Entre os primeiros autores modernos a usar o termo e a dar-lhe os principais fundamentos teóricos estava Samuel Rutherford em Lex, Rex (1644).  O título, em latim, “a lei é rei”, subverte a formulação tradicional rex lex (“o rei é lei”).  James Harrington escreveu em Oceana (1656), baseando-se principalmente na Política de Aristóteles, que entre as formas de governo um "Império de Leis, e não de Homens" era preferível a um "Império de Homens, e não de Leis". 
John Locke também discutiu esta questão no seu Segundo Tratado sobre o Governo (1690):
A liberdade natural do homem é ser livre de qualquer poder superior na Terra e não estar sob a vontade ou autoridade legislativa do homem, mas ter apenas a lei da natureza como seu governo. A liberdade do homem, em sociedade, não deve estar sob nenhum outro poder legislativo, senão aquele estabelecido, por consentimento, na comunidade; nem sob o domínio de qualquer vontade, ou restrição de qualquer lei, senão o que esse legislativo promulgar, de acordo com a confiança depositada nele. A liberdade, portanto, não é o que Sir Robert Filmer nos diz, Observações, A. 55. uma liberdade para cada um fazer o que quiser, viver como quiser e não estar preso a nenhuma lei: mas a liberdade dos homens sob governo é ter uma regra permanente para viver, comum a todos daquela sociedade e feita pelo poder legislativo erguido nela; uma liberdade para seguir minha própria vontade em todas as coisas, onde a regra não prescreve; e não estar sujeito à vontade inconstante, incerta, desconhecida e arbitrária de outro homem: assim como a liberdade da natureza é não estar sob nenhuma outra restrição além da lei da natureza. 
O princípio também foi discutido por Montesquieu em O Espírito da Lei (1748).  A frase “estado de direito” aparece no Dicionário de Samuel Johnson (1755). 

Em 1776, a noção de que ninguém está acima da lei era popular durante a fundação dos Estados Unidos. Por exemplo, Thomas Paine escreveu no seu panfleto Common Sense que "na América, a lei é rei . Pois, tal como nos governos absolutos o Rei é a lei, também nos países livres a lei deve ser rei; e não deve haver outra."  Em 1780, John Adams consagrou este princípio no Artigo VI da Declaração de Direitos na Constituição da Comunidade de Massachusetts :
Nenhum homem, nem corporação, nem associação de homens, tem qualquer outro direito de obter vantagens, ou privilégios particulares e exclusivos, distintos daqueles da comunidade, além do que surge da consideração de serviços prestados ao público; e sendo este título, por natureza, nem hereditário, nem transmissível a filhos, descendentes ou parentes de sangue, a ideia de um homem nascido magistrado, legislador ou juiz é absurda e antinatural. 
O termo “estado de direito” foi popularizado pelo jurista britânico AV Dicey,  que considerava o estado de direito nos sistemas de direito comum como composto por três princípios. Primeiro, que o governo deve seguir a lei que faz; segundo, que ninguém está isento da operação da lei e que ela se aplica igualmente a todos; e terceiro, que os direitos gerais emergem de casos particulares decididos pelos tribunais. 
A influência da Grã-Bretanha, da França e dos Estados Unidos contribuiu para a difusão do princípio do Estado de direito a outros países do mundo.  

## Teoria e filosofia do direito
O Oxford English Dictionary definiu o Estado de Direito como: 
A autoridade e a influência da lei na sociedade, especialmente quando vista como uma restrição ao comportamento individual e institucional; (daí) o princípio pelo qual todos os membros de uma sociedade (incluindo aqueles no governo) são considerados igualmente sujeitos a códigos e processos legais divulgados publicamente.
Apesar da sua ampla utilização por políticos, juízes e académicos, o Estado de direito tem sido descrito como “uma noção extremamente ilusória”.  Na teoria jurídica moderna, há pelo menos duas concepções principais do Estado de Direito: uma definição formalista ou "fina" e uma definição substantiva ou "densa". As definições formalistas do Estado de Direito não fazem um julgamento sobre a justiça do direito em si, mas definem atributos processuais específicos que uma estrutura jurídica deve ter para estar em conformidade com o Estado de Direito. As concepções substantivas do Estado de direito, geralmente de autores mais recentes, vão além disto e incluem certos direitos substantivos que se diz serem baseados ou derivados do Estado de direito. 
A interpretação funcional do termo Estado de direito contrasta o Estado de direito com o Estado do homem .  De acordo com a visão funcional, uma sociedade na qual os funcionários do governo têm um grande grau de discrição tem um baixo grau de "Estado de direito", enquanto uma sociedade na qual os funcionários do governo têm pouca discrição tem um alto grau de "Estado de direito".  A defesa do Estado de direito pode, por vezes, exigir a punição daqueles que cometem crimes que são justificáveis pela lei natural, mas não pela lei estatutária.  O Estado de direito está, portanto, em desacordo com a flexibilidade, mesmo quando esta pode ser preferível. 

## Concepções formalistas e substantivistas
Há pelo menos duas formas dominantes de compreender o Estado de Direito.

### Concepção formalista
Os teóricos formalistas afirmam que o Estado de Direito exige generalidade processual (regras gerais que se aplicam a classes de pessoas e comportamentos em oposição a indivíduos), publicidade (sem leis secretas), aplicação prospectiva (poucas ou nenhumas leis retroativas), consistência (sem leis contraditórias),  igualdade (aplicada igualmente em toda a sociedade) e certeza (certeza de aplicação para uma determinada situação), mas que não existem requisitos relativamente ao conteúdo substantivo da lei.  Os formalistas incluem AV Dicey, FA Hayek, Joseph Raz e Joseph Unger .
Segundo Dicey, o Estado de direito no Reino Unido tem três características dominantes:  Primeiro, a supremacia absoluta da lei regular – uma pessoa deve ser julgada por um conjunto fixo de regras e punida por violar apenas a lei, e não deve estar sujeita ao "exercício, por parte de pessoas em posição de autoridade, de poderes de coerção amplos, arbitrários ou discricionários".  Em segundo lugar, a igualdade de direito — “a sujeição universal de todas as classes a uma lei administrada pelos tribunais ordinários”.  Em terceiro lugar, o facto de, no Reino Unido, a constituição ser o resultado do direito comum, não sendo a fonte mas sim a consequência dos direitos dos cidadãos. 
Um artigo de 1977 de Joseph Raz argumentou que o Estado de direito significa que as pessoas devem obedecer à lei e ser governadas por ela.  Interpretado de forma mais restrita, o Estado de Direito também significaria que o governo deveria ser regido e submetido à lei. Seguindo a concepção geral de Raz sobre o Estado de Direito, ele defendeu a existência de dois grupos de princípios do Estado de Direito: primeiro, que a lei é capaz de orientar o comportamento dos seus súditos; segundo, que existe um mecanismo jurídico eficaz que assegura o cumprimento efetivo do Estado de Direito.  O primeiro grupo compreende princípios como a acessibilidade, a clareza e a natureza prospectiva da lei;  a estabilidade da lei;  e a conformidade da legislação com "regras abertas, estáveis, claras e gerais" que criam uma estrutura estável,  com tais regras capacitando as autoridades a fazer ordens e fornecendo diretrizes para o exercício de tais poderes.  O segundo grupo inclui princípios como a independência judicial,  a justiça natural,  a revisão judicial,  e a discrição administrativa limitada. 

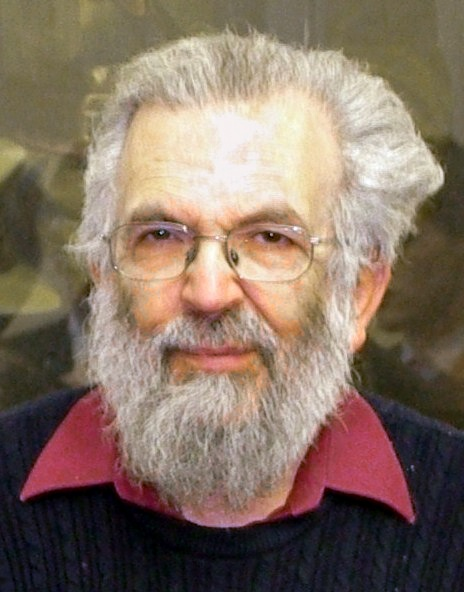
Joseph Raz em fevereiro de 2009. Ele afirmou em um artigo de 1977 que o Estado de Direito exige que "a elaboração de leis específicas seja orientada por regras gerais abertas e relativamente estáveis".

Na opinião de Raz, uma das virtudes do Estado de Direito é a restrição que ele impõe às autoridades. O objetivo é excluir o poder arbitrário, pois a maioria dos exercícios de poder arbitrário viola o Estado de Direito. O poder arbitrário é excluído quando os tribunais se responsabilizam apenas pela lei e observam "procedimentos bastante rigorosos". Outra virtude é a proteção que ela confere à liberdade individual, ou seja, "o sentido de liberdade em que ela é identificada com uma capacidade efetiva de escolher entre tantas opções quanto possível". Mais importante ainda, aderir ao Estado de direito é respeitar a dignidade humana, “tratando os seres humanos como pessoas capazes de planear e traçar o seu futuro”. 
Raz também identificou algumas das potenciais armadilhas do Estado de direito. Ele opinou que, como o Estado de direito foi concebido "para minimizar os danos à liberdade e à dignidade que a lei pode causar na busca dos seus objetivos, por mais louváveis que sejam", a busca estrita do Estado de direito pode impedir que se alcancem certos objetivos sociais que podem ser preferíveis ao Estado de direito: "Sacrificar demasiados objetivos sociais no altar do Estado de direito pode tornar a lei estéril e vazia". 

### Concepção substantiva

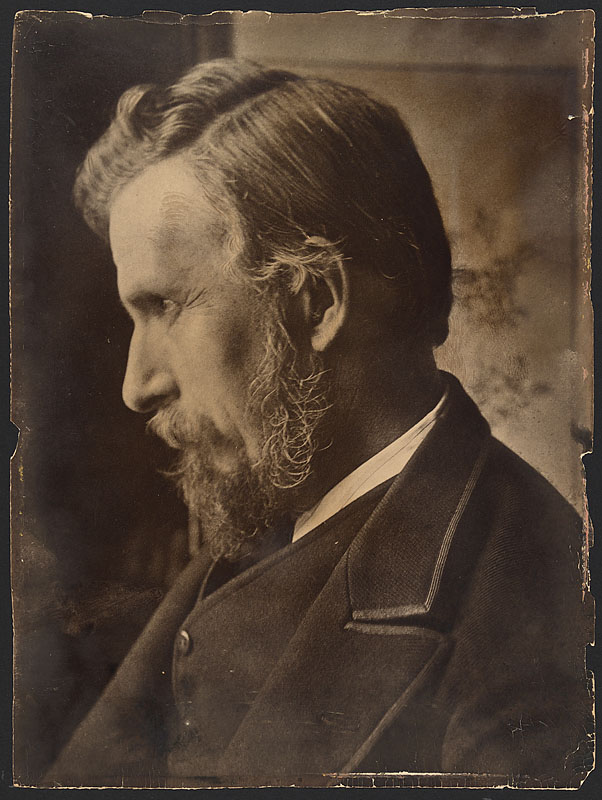
O teórico constitucional britânico Albert Venn Dicey é frequentemente associado à concepção superficial do Estado de Direito

Os teóricos substantivos acreditam que o Estado de Direito implica necessariamente a proteção dos direitos individuais. Alguns teóricos substantivos acreditam que a democracia faz parte do Estado de direito.  Os substantivistas incluem Ronald Dworkin, Sir John Laws, Lon Fuller, Friedrich Hayek, Trevor Allan e Tom Bingham, que defendem que o Estado de Direito protege intrinsecamente alguns ou todos os direitos individuais.

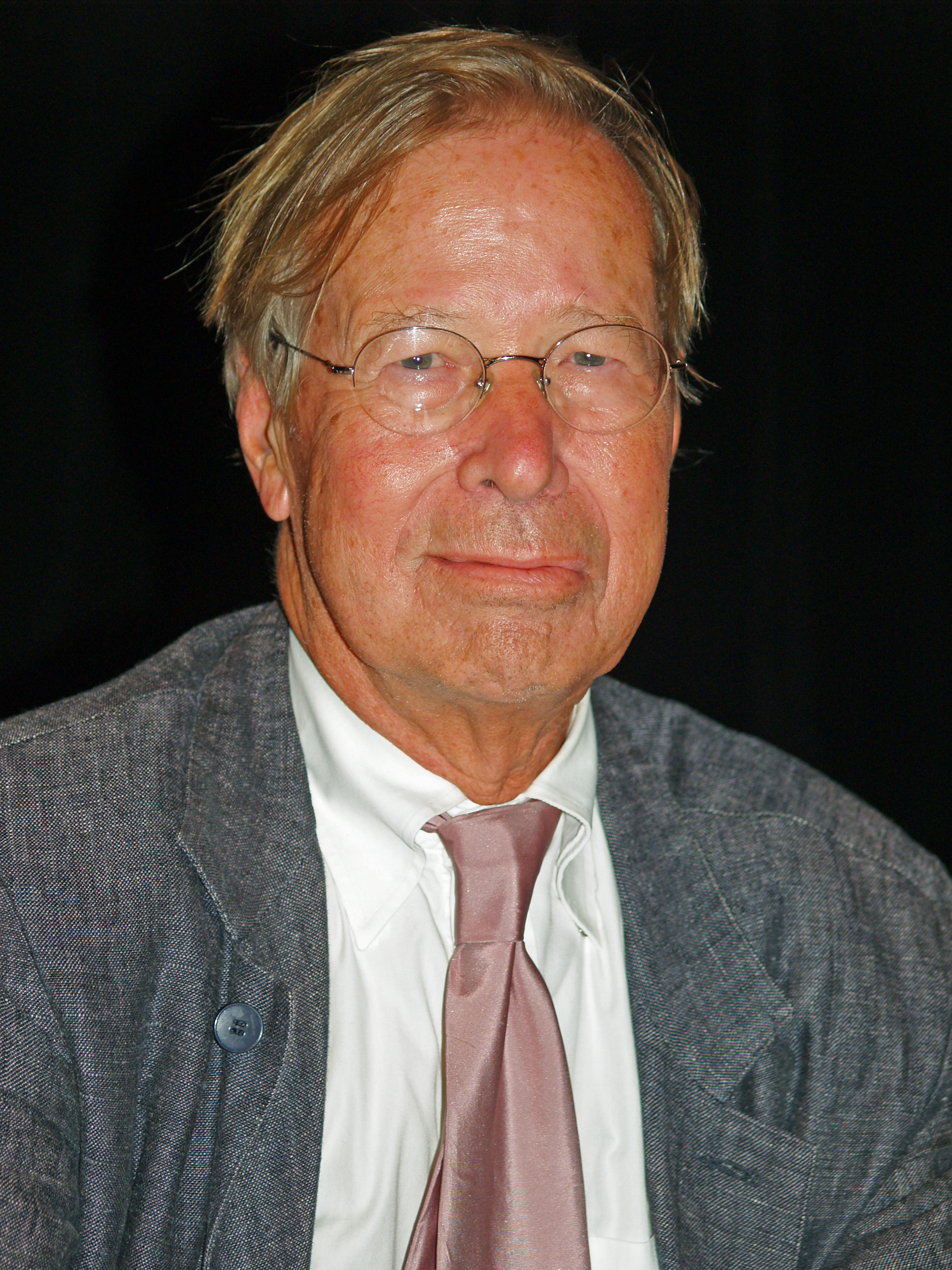
Ronald Dworkin em setembro de 2008. A concepção de Dworkin sobre o Estado de Direito é "densa", pois abrange uma teoria substantiva do direito e da adjudicação.

Ronald Dworkin define o que ele designa como a “concepção de direitos” do Estado de direito da seguinte forma: 
Ela pressupõe que os cidadãos têm direitos e deveres morais uns com relação aos outros e direitos políticos contra o Estado como um todo. Ela insiste que esses direitos morais e políticos sejam reconhecidos na lei positiva, de modo que possam ser aplicados mediante a demanda de cidadãos individuais por meio de tribunais ou outras instituições judiciais do tipo familiar, na medida em que isso seja praticável. O estado de direito, segundo essa concepção, é o ideal de governo por meio de uma concepção pública precisa dos direitos individuais. Ele não faz distinção, como faz a concepção do livro de regras, entre o estado de direito e a justiça substantiva; ao contrário, ele exige, como parte do ideal de direito, que as regras do livro capturem e apliquem os direitos morais.
Paul Craig, ao analisar a visão de Dworkin, tirou três conclusões. Primeiro, Dworkin rejeita a necessidade de distinguir entre regras "legais" e uma filosofia política mais completa, já que o Estado de Direito é basicamente a teoria do direito e da adjudicação que ele acredita ser correta. Em segundo lugar, o Estado de Direito não é simplesmente o Estado de Direito fino ou formal; este último faz parte da teoria do direito e da adjudicação de Dworkin. Em terceiro lugar, uma vez que a adopção de uma visão substantiva do Estado de direito exige a escolha da melhor teoria da justiça, é necessário articular concepções particulares do que a liberdade, a igualdade e outras liberdades exigem. 
No seu livro, "O que é o Estado de Direito?", Lon Fuller rejeita o positivismo jurídico, a ideia de que a lei não é superior a uma autoridade específica, que a lei é moralmente neutra, e estabelece uma lista de requisitos a incluir na sua definição do Estado de Direito. 
1. As leis devem existir e devem ser obedecidas por todos, incluindo funcionários do governo.
2. As leis devem ser publicadas.
3. As leis devem ter natureza prospectiva para que seu efeito só possa ocorrer após sua aprovação. Por exemplo, o tribunal não pode condenar uma pessoa por um crime cometido antes de uma lei criminal proibindo tal conduta ter sido aprovada.
4. As leis devem ser escritas com clareza razoável para evitar aplicação injusta.
5. A lei deve evitar contradições.
6. A lei não deve ordenar o impossível.
7. A lei deve permanecer constante ao longo do tempo para permitir a formalização de regras; no entanto, a lei também deve permitir revisões oportunas quando as circunstâncias sociais e políticas subjacentes mudarem.
8. A ação oficial deve ser consistente com a regra declarada.

No seu livro, "The rule of law" Tom Bingham apresenta ainda requisitos não apenas sobre como as leis devem ser tratadas, mas também requisitos que as leis devem seguir para incluir na sua definição do estado de direito. 
1. A lei deve ser acessível
2. Na medida do possível, use a lei e não o critério
3. Igualdade perante a lei
4. O exercício do poder deve ser usado para o propósito para o qual o poder foi conferido
5. Respeito pelos Direitos Humanos
6. Os meios devem ser para resolver disputas que as próprias partes não são capazes de resolver
7. Todos devem ter direito à reparação legal e a julgamentos justos
8. As leis devem estar em conformidade com o direito internacional

## Razões para a obediência à lei
A efetividade do Estado de Direito depende não apenas de sua definição normativa, mas também das razões pelas quais governos e cidadãos aderem a ele. Essas razões podem ser:
- Cognitivas: conhecimento das regras e noções jurídicas básicas;
- Instrumentais: medo da coerção estatal ou ganhos de reciprocidade em relações sociais;
- Morais: convicção na igualdade moral de todos e na legitimidade das normas. [17]

## Aplicação nas ciências sociais

### Economia
Economistas e advogados estudaram e analisaram o impacto do Estado de Direito no desenvolvimento econômico. Em particular, uma questão importante na área do direito e da economia é se o Estado de direito é importante para o desenvolvimento económico, especialmente nas nações em desenvolvimento.  O economista Hayek analisou como o Estado de Direito pode ser benéfico para o livre mercado. Hayek propôs que, sob o Estado de Direito, os indivíduos seriam capazes de fazer investimentos sensatos e planos futuros com alguma confiança num retorno bem-sucedido do investimento, quando afirmou: "sob o Estado de Direito, o governo é impedido de frustrar os esforços individuais por ações ad hoc . Dentro das regras conhecidas do jogo, o indivíduo é livre para perseguir os seus fins e desejos pessoais, certo de que os poderes do governo não serão usados deliberadamente para frustrar os seus esforços." 
Estudos mostram que uma legislação frágil (por exemplo, aplicação de regulamentações discricionárias) desencoraja o investimento. Os economistas descobriram, por exemplo, que um aumento na aplicação de regulamentação discricionária levou as empresas norte-americanas a abandonar os investimentos internacionais. 
Pesquisas recentes apontam que a ascensão de líderes e partidos populistas tem criado riscos substanciais ao Estado de Direito na Europa e nos Estados Unidos por quatro mecanismos principais: (i) agenda setting – deslocamento de temas e prioridades que pressionam o Judiciário e órgãos de controle; (ii) policy impact – revisão ou revogação de normas e políticas públicas voltadas à proteção de direitos; (iii) influência em decisões discricionárias (por exemplo, nomeações judiciais ou uso seletivo de processos penais); e (iv) convention trashing – erosão de convenções, tratados ou costumes constitucionais que sustentam a legalidade liberal.
Economia constitucional é o estudo da compatibilidade de decisões econômicas e financeiras dentro das estruturas de direito constitucional existentes. Aspectos das estruturas constitucionais relevantes tanto para o estado de direito quanto para a economia pública incluem gastos governamentais com o judiciário, que, em muitos países em transição e em desenvolvimento, é completamente controlado pelo executivo. Além disso, a corrupção judicial pode surgir tanto do poder executivo quanto de atores privados. Padrões de economia constitucional, como transparência, também podem ser usados durante processos orçamentários anuais em benefício do Estado de Direito. Além disso, a disponibilidade de um sistema judicial eficaz em situações de despesa pública injusta e de retenção por parte do executivo de verbas previamente autorizadas é um elemento fundamental para o sucesso do Estado de direito. 
Os laureados com o prémio Nobel, Daron Acemoglu e James A. Robinson, sublinham a importância do Estado de Direito para a promoção de instituições inclusivas, que são essenciais para o crescimento económico sustentado e para a prosperidade, garantindo que as leis se aplicam igualmente a todos, incluindo as elites e os funcionários governamentais.  Os autores destacam exemplos históricos, como a Revolução Francesa, onde o Estado de Direito ajudou a desmantelar o absolutismo e os privilégios feudais, abrindo caminho para instituições inclusivas. Eles também discutem como instituições políticas pluralistas são essenciais para que o Estado de Direito prospere, pois criam amplas coalizões que apoiam a justiça e a igualdade.

### Abordagens comparativas
O termo "estado de direito" tem sido usado principalmente em países de língua inglesa e ainda não está totalmente esclarecido em relação a democracias bem estabelecidas, como Suécia, Dinamarca, França, Alemanha ou Japão. Uma linguagem comum entre os advogados dos países de direito consuetudinário e de direito civil é de importância crucial para a investigação das ligações entre o Estado de direito e a economia real. 
O Estado de Direito pode ser prejudicado quando há uma desconexão entre o consenso legal e o popular. Por exemplo, sob os auspícios da Organização Mundial da Propriedade Intelectual, leis de direitos autorais nominalmente fortes foram implementadas na maior parte do mundo; mas como a atitude de grande parte da população não está em conformidade com essas leis, uma rebelião contra os direitos de propriedade se manifestou em pirataria desenfreada, incluindo um aumento no compartilhamento de arquivos ponto a ponto .  Da mesma forma, na Rússia, a evasão fiscal é comum e uma pessoa que admite não pagar impostos não é julgada ou criticada pelos seus colegas e amigos, porque o sistema fiscal é visto como irracional.  O suborno também tem implicações normativas diferentes entre culturas. 

### Educação
A UNESCO argumentou que a educação tem um papel importante na promoção do Estado de Direito e de uma cultura de legalidade, fornecendo uma importante função de proteção ao fortalecer as habilidades dos alunos para enfrentar e superar situações difíceis da vida. Os jovens podem ser contribuintes importantes para uma cultura de legalidade e os governos podem fornecer apoio educativo que alimente valores e atitudes positivas nas gerações futuras.  Um movimento em prol da educação para a justiça procura promover o Estado de direito nas escolas. 

### Ciência Política

Sistemas jurídicos do mundo, com o direito comum em vermelho e o direito civil em azul.

Francis Fukuyama, em seu livro "As origens da ordem política", coloca o Estado de Direito como um requisito para a estabilidade.

## Status em várias jurisdições
O Estado de direito tem sido considerado uma das dimensões chave que determinam a qualidade e a boa governação de um país.  A investigação, tal como os Indicadores Mundiais de Governação, define o Estado de direito como "a medida em que os agentes têm confiança e cumprem as regras da sociedade e, em particular, a qualidade da execução dos contratos, da polícia e dos tribunais, bem como a probabilidade de crime ou violência".  Com base nesta definição, o projeto Indicadores Mundiais de Governação desenvolveu medições agregadas para o Estado de direito em mais de 200 países, como se pode ver no mapa à direita.  Outras avaliações, como o Índice do Estado de Direito do Projeto Justiça Mundial  mostram que a adesão ao Estado de Direito caiu em 61% dos países em 2022. A nível global, isto significa que 4,4 mil milhões de pessoas vivem em países onde o Estado de direito declinou em 2021. 

### Europa
O preâmbulo da Convenção Europeia para a Proteção dos Direitos Humanos e das Liberdades Fundamentais sobre o Estado de Direito diz que "os governos dos países europeus que têm ideias semelhantes e uma herança comum de tradições políticas, ideais, liberdade e Estado de Direito".
Em França e na Alemanha, os conceitos de Estado de direito ( Etat de droit e Rechtsstaat, respectivamente) são análogos aos princípios da supremacia constitucional e da proteção dos direitos fundamentais por parte das autoridades públicas, em particular do poder legislativo .   A França foi uma das primeiras pioneiras das ideias do Estado de direito.  A interpretação alemã é mais rígida, mas semelhante à da França e do Reino Unido.  

#### Reino Unido
No Reino Unido, o Estado de direito é um princípio de longa data da forma como o país é governado, que remonta à Magna Carta da Inglaterra em 1215 e à Declaração de Direitos de 1689.    Na obra clássica do século XIX , Introdução ao Estudo do Direito da Constituição (1885), AV Dicey, um estudioso constitucional e advogado, escreveu sobre os dois pilares da constituição britânica : o Estado de direito e a soberania parlamentar . 

## América do Norte

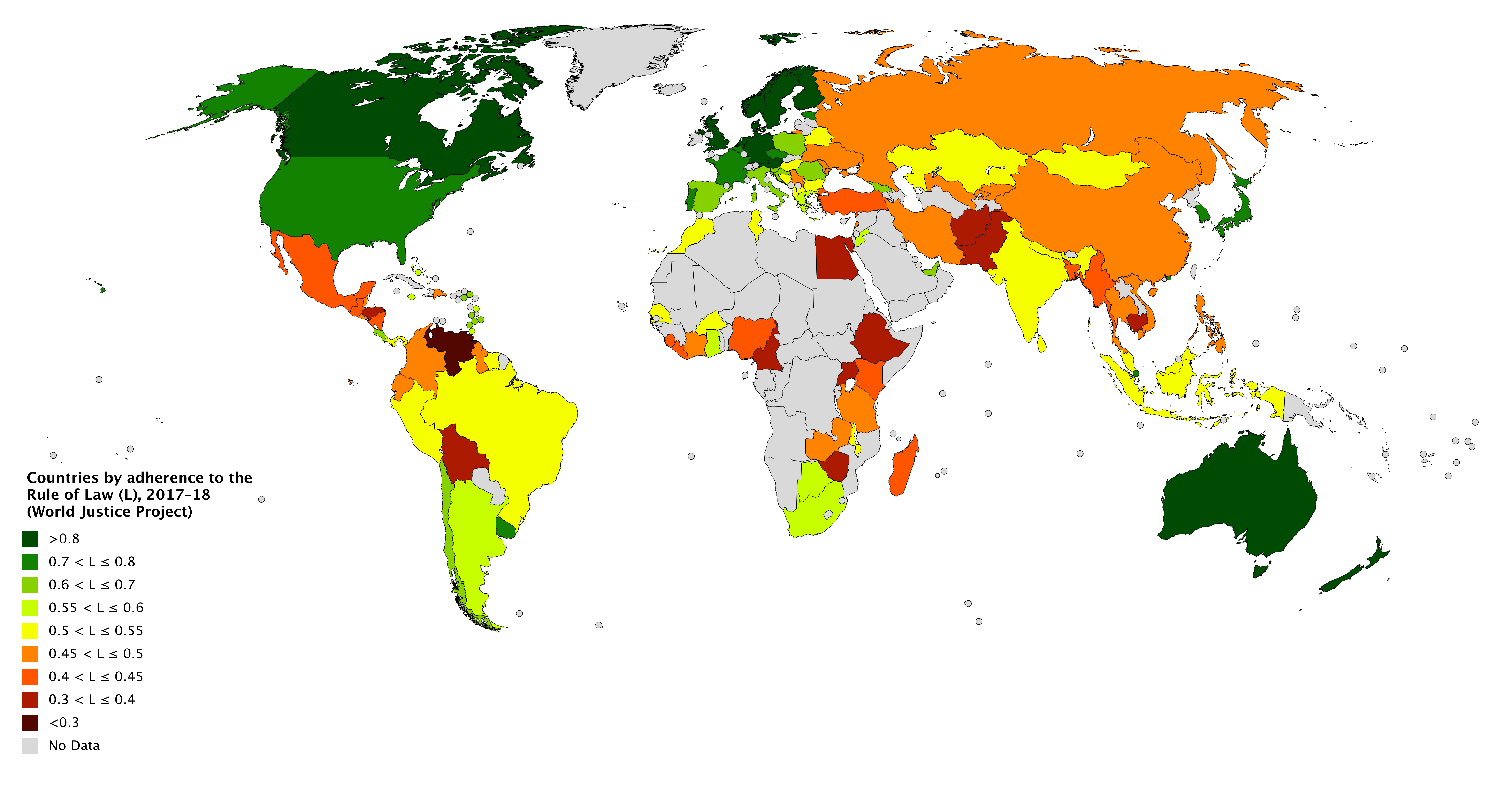
Países por adesão ao Estado de Direito, de acordo com o relatório do Projeto Justiça Mundial de 2017-18

### Estados Unidos
Todos os funcionários do governo dos Estados Unidos, incluindo o Presidente, os juízes do Supremo Tribunal, os juízes e legisladores estaduais e todos os membros do Congresso, comprometem-se, antes de mais nada, a defender a Constituição, afirmando que o Estado de direito é superior ao governo de qualquer líder humano.  Ao mesmo tempo, o governo federal tem considerável poder discricionário: o poder legislativo é livre para decidir quais estatutos irá escrever, desde que permaneça dentro dos seus poderes enumerados e respeite os direitos constitucionalmente protegidos dos indivíduos . Da mesma forma, o poder judicial tem um certo grau de discrição judicial,  e o poder executivo também tem vários poderes discricionários, incluindo a discrição do Ministério Público .
James Wilson disse durante a Convenção da Filadélfia em 1787 que "as leis podem ser injustas, podem ser imprudentes, podem ser perigosas, podem ser destrutivas; e ainda assim não ser tão inconstitucionais a ponto de justificar a recusa dos juízes em aplicá-las". George Mason concordou que os juízes "poderiam declarar uma lei inconstitucional nula. O Presidente do Supremo Tribunal John Marshall assumiu uma posição semelhante em 1827: "Quando sua existência como lei é negada, essa existência não pode ser provada demonstrando quais são as qualidades de uma lei". 
Em 1 de julho de 2024, em Trump v. Estados Unidos, a Suprema Corte decidiu que os presidentes têm imunidade absoluta para atos cometidos como presidente dentro de sua competência constitucional central, pelo menos imunidade presuntiva para atos oficiais dentro do perímetro externo de sua responsabilidade oficial e nenhuma imunidade para atos não oficiais.   Os juristas alertaram para o impacto negativo desta decisão no estatuto do Estado de direito nos Estados Unidos.  Antes disso, em 1973 e 2000, o Gabinete de Assessoria Jurídica do Departamento de Justiça emitiu pareceres afirmando que um presidente em exercício não pode ser indiciado ou processado,   mas é constitucional indiciar e julgar um ex-presidente pelos mesmos crimes pelos quais o Presidente foi acusado pela Câmara dos Representantes e absolvido pelo Senado, ao abrigo da Cláusula de Desqualificação de Impeachment do Artigo I, Secção III .   
O segundo mandato de Trump levantou preocupações entre os especialistas, incluindo a Associação Americana de Advogados,  de que o Estado de direito nos Estados Unidos está seriamente ameaçado.      Um ponto de particular preocupação é se a administração cumprirá as ordens judiciais. 

#### Canadá
No Canadá, o Estado de Direito está associado à visão de AV Dicey . É mencionado no preâmbulo da Lei Constitucional de 1982 . A Constituição do Canadá é "semelhante em princípio" à Constituição britânica e inclui princípios constitucionais não escritos de democracia, independência judicial, federalismo, constitucionalismo e Estado de direito, e a proteção das minorias. 
Em 1959, no caso Roncarelli v Duplessis, a Suprema Corte do Canadá chamou o Estado de Direito de um "postulado fundamental" da Constituição canadense . De acordo com a Referência à Secessão de Quebec, ela abrange "um senso de ordem, de sujeição a regras legais conhecidas e de responsabilidade executiva perante a autoridade legal". Na lei canadense, significa que a relação entre o estado e o indivíduo deve ser regulada por lei e que a Constituição vincula todos os governos, tanto federais quanto provinciais, incluindo o executivo . Com a adoção da Carta Canadense de Direitos e Liberdades, o sistema canadense de governo foi transformado em grande medida, de um sistema de supremacia parlamentar para um de supremacia constitucional. O princípio do Estado de direito e do constitucionalismo é apoiado pelo reconhecimento de que a constituição está enraizada para além da regra da maioria simples.  Entretanto, a cláusula não obstante opera para fornecer uma "anulação legislativa" limitada de certas liberdades fundamentais contidas na Carta e foi invocada em diferentes momentos por legislaturas provinciais.
No direito administrativo canadense, "todos os exercícios de autoridade pública devem encontrar sua fonte na lei. Todos os poderes de tomada de decisão têm limites legais, derivados do próprio estatuto habilitador, do direito comum ou civil ou da Constituição. A revisão judicial é o meio pelo qual os tribunais supervisionam aqueles que exercem poderes estatutários, para garantir que não excedam sua autoridade legal. A função da revisão judicial é, portanto, garantir a legalidade, a razoabilidade e a justiça do processo administrativo e seus resultados."  Os tomadores de decisões administrativas devem adotar uma cultura de justificação e demonstrar que seu exercício de poder público delegado pode ser "justificado aos cidadãos em termos de racionalidade e justiça." 

### América Latina
Embora o Estado de Direito seja frequentemente considerado um pilar fundamental da democracia, diversos autores destacam que sua presença, por si só, não é suficiente para sustentar regimes democráticos. O cientista político Guillermo O’Donnell, ao analisar democracias latino-americanas, argumenta que a consolidação democrática requer tanto eleições regulares quanto a vigência de um Estado de Direito efetivo — com igualdade jurídica e limites reais ao poder do Executivo. Em muitos países da região, prevalece o que ele chamou de "democracias delegativas", caracterizadas pela existência de instituições formais sem eficácia substantiva, nas quais o Executivo governa com amplos poderes e os mecanismos de controle institucional permanecem frágeis. Em seus trabalhos, O'Donnell sustenta que não há democracia plena sem Estado de Direito, pois a ausência de legalidade substantiva impede o exercício equitativo da cidadania e a limitação legítima do poder estatal.
Przeworski reforça esse diagnóstico ao sustentar que o Estado de Direito é indispensável para proteger a democracia contra abusos da maioria, garantindo direitos individuais e coletivos mesmo contra governos eleitos. Ainda assim, sua existência formal pode não impedir a erosão democrática se instituições não forem suficientemente independentes ou se o sistema jurídico for capturado por interesses majoritários ou autoritários.
Nessa mesma linha, Samuel Issacharoff adverte que a própria legalidade pode ser usada para corroer a democracia, especialmente quando atores políticos mobilizam regras jurídicas com aparência neutra para dificultar o pluralismo, enfraquecer o Judiciário ou limitar a competição eleitoral. Para o autor, a experiência contemporânea mostra que o Direito, por si só, não oferece garantias suficientes contra o retrocesso democrático, e que proteger a democracia requer estruturas institucionais robustas e vigilância constante da sociedade civil.
Mesmo em democracias, a efetividade do Estado de Direito pode ser comprometida por desigualdades sociais. O reconhecimento formal de direitos não garante sua implementação equitativa, pois grupos com menos recursos enfrentam mais obstáculos para exigir a aplicação da lei.

### Ásia
As culturas do Leste Asiático são influenciadas por duas escolas de pensamento: o confucionismo, que defendia a boa governança como um governo exercido por líderes benevolentes e virtuosos, e o legalismo, que defendia a adesão estrita à lei. A influência de uma escola de pensamento sobre a outra variou ao longo dos séculos. Um estudo indica que, em todo o Leste Asiático, apenas a Coreia do Sul, Singapura, o Japão, Taiwan e Hong Kong têm sociedades fortemente empenhadas num Estado de direito.  De acordo com Awzar Thi, membro da Comissão Asiática de Direitos Humanos, o Estado de direito no Camboja e na maior parte da Ásia é fraco ou inexistente:
Com exceção de vários estados e territórios, em todo o continente há um enorme abismo entre a retórica do Estado de direito e a realidade. Na Tailândia, a força policial é favorecida pelos ricos e corruptos. No Camboja, os juízes são representantes do partido político no poder... A menor preocupação de um réu criminal comum na Ásia é que um juiz possa ter preconceito político ou aplicar a lei de forma desigual. As mais prováveis são: a polícia irá fabricar as evidências? O promotor vai se dar ao trabalho de aparecer? O juiz vai dormir? Serei envenenado na prisão? O meu caso será concluído dentro de uma década? 
Em países como China e Vietnã, a transição para uma economia de mercado tem sido um fator importante na mudança em direção ao Estado de Direito, porque o Estado de Direito é importante para investidores estrangeiros e para o desenvolvimento econômico. Ainda não é claro se o Estado de direito em países como a China e o Vietname se limitará a questões comerciais ou se se estenderá também a outras áreas e, em caso afirmativo, se essa expansão aumentará as perspectivas de valores relacionados, como a democracia e os direitos humanos. 

#### China
Na China, a frase fǎzhì (法治), que pode ser traduzida como “estado de direito”, significa usar a lei como um instrumento para facilitar o controlo social. 
As reformas legais do final da dinastia Qing tentaram, sem sucesso, implementar os princípios legais ocidentais, incluindo o Estado de direito e a independência judicial.  (p122–123)A independência judicial diminuiu ainda mais na República da China sob Chiang Kai-shek, de acordo com a política de participação ( danghua ) do Kuomintang, segundo a qual os juízes administrativos eram obrigados a ter uma "compreensão profunda" dos princípios do KMT.  (p123)
Após a reforma e abertura da China, o Partido Comunista enfatizou o Estado de direito como uma estratégia e método básico para a gestão estatal da sociedade.  (p110)Jiang Zemin apelou pela primeira vez ao estabelecimento de um Estado de direito socialista no Décimo Quinto Congresso do Partido, em 1997.  (p110)Apesar do Documento 9 do PCC argumentar que os valores ocidentais corromperam a compreensão de muitas pessoas sobre o Estado de direito, o PCC apoiou simultaneamente a governação do país de acordo com o Estado de direito.  Esses fatores provavelmente sugerem que o PCC está criando um estado de direito com características chinesas, o que pode simplesmente implicar na modificação da noção ocidental de estado de direito para melhor corresponder às condições políticas, sociais e históricas únicas da China. Como sugere o Documento 9, o PCC não considera que a independência judicial, a separação de poderes ou as formas constitucionais de governação, tal como definidas pela sociedade ocidental, sejam adequadas à forma única de governação da China.   Esta versão única do Estado de direito com características chinesas levou a diferentes tentativas de definir o método da China de governar o país através do Estado de direito, a nível nacional e internacional.  
Em seus escritos sobre o Estado de direito socialista na China, Xi Jinping enfatizou os conceitos tradicionais chineses, incluindo o povo como a raiz do estado ( mingben ), "o ideal de não haver processo judicial" ( tianxia wusong ), "respeitar o rito e enfatizar a lei" ( longli zhongfa ), "virtude primeiro, penalidade depois" ( dezhu xingfu ) e "promover a virtude e ser prudente na punição" ( mingde shenfa ).  (110–111)Xi afirma que os dois aspectos fundamentais do Estado de direito socialista são: que os órgãos políticos e jurídicos (incluindo os tribunais, a polícia e o Ministério Público) devem acreditar na lei e cumpri-la; e todos os responsáveis políticos e jurídicos devem seguir o Partido Comunista.  (p115)

#### Índia
A Constituição da Índia visa limitar as oportunidades de discrição governamental, e o poder judicial usa a revisão judicial para defender a Constituição, especialmente os Direitos Fundamentais .  Embora algumas pessoas tenham criticado o poder judicial indiano pelo seu ativismo judicial,  outros acreditam que tais ações são necessárias para salvaguardar o Estado de direito baseado na Constituição, bem como para preservar a independência judicial, uma parte importante da doutrina da estrutura básica . 

#### Japão
O Japão tinha séculos de tradição antes da Segunda Guerra Mundial, durante os quais havia leis, mas elas não forneciam um princípio organizador central para a sociedade e não restringiam os poderes do governo.  No início do século XXI, a percentagem de pessoas que eram advogados e juízes no Japão permaneceu muito baixa em relação à Europa Ocidental e aos Estados Unidos, e a legislação no Japão tendia a ser concisa e geral, deixando muita discrição nas mãos dos burocratas.  

## Organizações
Várias organizações estão envolvidas na promoção do Estado de Direito.

### Comissão da UE
O Estado de direito está consagrado no Artigo 2 do Tratado da União Europeia como um dos valores comuns a todos os Estados Membros. Sob o Estado de Direito, todos os poderes públicos sempre agem dentro das restrições estabelecidas por lei, de acordo com os valores da democracia e dos direitos fundamentais, e sob o controle de tribunais independentes e imparciais. O Estado de Direito inclui princípios como legalidade, implicando um processo transparente, responsável, democrático e pluralista para promulgar leis; segurança jurídica; proibição do exercício arbitrário do poder executivo; proteção judicial eficaz por tribunais independentes e imparciais, revisão judicial eficaz, incluindo respeito aos direitos fundamentais; separação de poderes; e igualdade perante a lei. Esses princípios foram reconhecidos pelo Tribunal de Justiça Europeu e pelo Tribunal Europeu de Direitos Humanos. Além disso, o Conselho da Europa desenvolveu normas e emitiu pareceres e recomendações que fornecem orientações bem estabelecidas para promover e defender o Estado de direito. 

### O Conselho da Europa
O Estatuto do Conselho da Europa caracteriza o Estado de direito como um dos princípios fundamentais nos quais se baseia a criação da organização. O parágrafo 3 do preâmbulo do Estatuto do Conselho da Europa afirma: "Reafirmando a sua devoção aos valores espirituais e morais que são o património comum dos seus povos e a verdadeira fonte da liberdade individual, da liberdade política e do Estado de direito, princípios que constituem a base de toda a democracia genuína." O Estatuto estabelece o cumprimento dos princípios do Estado de direito como condição para que os Estados europeus sejam membros de pleno direito da organização. 

### Comissão Internacional de Juristas
Em 1959, um evento ocorreu em Nova Déli e, falando como Comissão Internacional de Juristas, fez uma declaração sobre o princípio fundamental do Estado de Direito. O evento contou com a presença de mais de 185 juízes, advogados e professores de direito de 53 países. Mais tarde, isso ficou conhecido como a Declaração de Délhi . Durante a declaração, eles declararam que o Estado de Direito implica certos direitos e liberdades, um judiciário independente e condições sociais, econômicas e culturais propícias à dignidade humana. Um aspecto não incluído na Declaração de Deli foi o da regra do direito que exige que o poder legislativo esteja sujeito à revisão judicial . 

### Nações Unidas
O Secretário-Geral das Nações Unidas define o Estado de direito como: 
um princípio de governança no qual todas as pessoas, instituições e entidades, públicas e privadas, incluindo o próprio Estado, são responsáveis perante leis que são publicamente promulgadas, aplicadas de forma igualitária e julgadas de forma independente, e que são consistentes com as normas e padrões internacionais de direitos humanos. Exige, também, medidas para garantir a adesão aos princípios de supremacia da lei, igualdade perante a lei, responsabilidade perante a lei, justiça na aplicação da lei, separação de poderes, participação na tomada de decisões, segurança jurídica, prevenção da arbitrariedade e transparência processual e jurídica.
A Assembleia Geral considera o Estado de direito um ponto da ordem de trabalhos desde 1992, com interesse renovado desde 2006, e adoptou resoluções nas suas últimas três sessões.  O Conselho de Segurança realizou uma série de debates temáticos sobre o Estado de direito,  e adoptou resoluções que sublinham a importância destas questões no contexto das mulheres, da paz e da segurança,  das crianças em conflitos armados,  e da proteção dos civis em conflitos armados.  A Comissão de Consolidação da Paz também tem abordado regularmente questões relativas ao Estado de direito relativamente aos países da sua agenda. A Declaração e o Programa de Ação de Viena também exigem que o Estado de direito seja incluído na educação em matéria de direitos humanos .  Além disso, o Objetivo de Desenvolvimento Sustentável 16, uma componente da Agenda 2030, visa promover o Estado de direito a nível nacional e internacional. 
Na Nossa Agenda Comum, o Secretário-Geral das Nações Unidas escreveu no parágrafo 23: “Em apoio aos esforços para colocar as pessoas no centro dos sistemas de justiça, promoverei uma nova visão para o Estado de direito, com base no Objetivo de Desenvolvimento Sustentável 16 e na Declaração de 2012 da Reunião de Alto Nível da Assembleia Geral sobre o Estado de direito a nível nacional e internacional.” 

### Associação Internacional de Advogados
O Conselho da Associação Internacional de Advogados aprovou uma resolução em 2009 que apoiava uma definição substantiva ou "densa" do Estado de Direito: 
Um judiciário independente e imparcial; a presunção de inocência; o direito a um julgamento justo e público sem demora injustificada; uma abordagem racional e proporcional à punição; uma profissão jurídica forte e independente; proteção rigorosa das comunicações confidenciais entre advogado e cliente; igualdade de todos perante a lei; todos esses são princípios fundamentais do Estado de Direito. Consequentemente, prisões arbitrárias; julgamentos secretos; detenções indefinidas sem julgamento; tratamentos ou punições cruéis ou degradantes; intimidação ou corrupção no processo eleitoral são todos inaceitáveis. O Estado de Direito é a base de uma sociedade civilizada. Estabelece um processo transparente, acessível e igualitário para todos. Ela garante a adesão a princípios que libertam e protegem. A IBA apela a todos os países para que respeitem esses princípios fundamentais. Ela também convoca seus membros a se manifestarem em apoio ao Estado de Direito em suas respectivas comunidades.

### Projeto Justiça Mundial

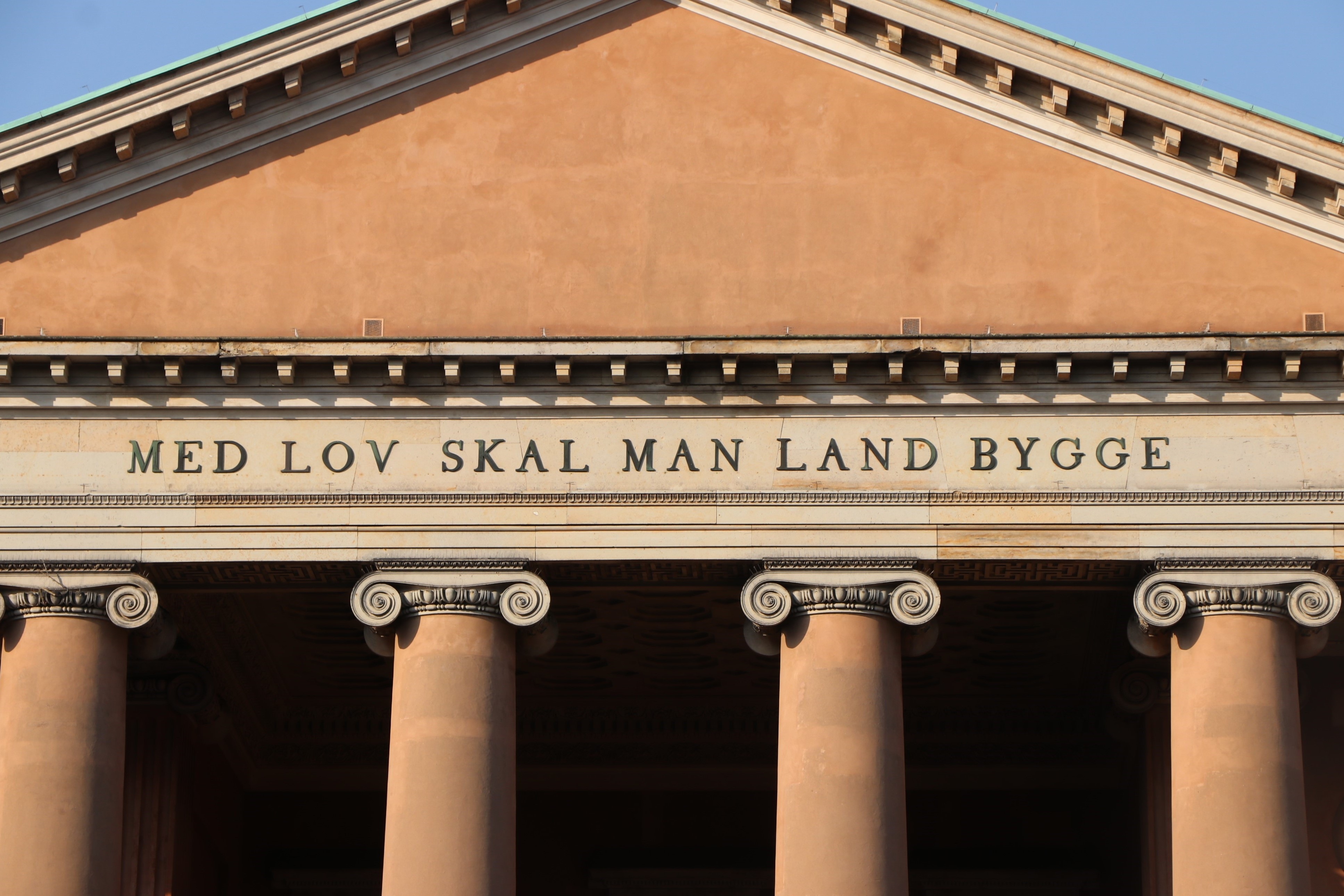
"Com a lei a terra será construída", prefácio do Codex Holmiensis acima do Tribunal de Copenhague. Em 2023, o WJP classificou a Dinamarca como o nº 1 no seu Índice do Estado de Direito

O World Justice Project (WJP)  é uma organização internacional que produz pesquisas e dados independentes, a fim de aumentar a conscientização e estimular ações para promover o Estado de direito. 
O World Justice Project define o Estado de direito como um sistema duradouro de leis, instituições, normas e compromissos nacionais que defendem quatro princípios universais: 
1. Responsabilidade : o governo e seus funcionários e agentes são responsáveis perante a lei.
2. Lei justa: a lei é clara, pública e estável, e é aplicada uniformemente. Ela garante os direitos humanos, bem como os direitos de propriedade, contratuais e processuais.
3. Governo aberto: os processos aplicados são acessíveis, justos e eficientes.
4. Justiça acessível e imparcial: a justiça é entregue em tempo hábil por representantes competentes, éticos e independentes, e por pessoas neutras que são acessíveis, têm recursos adequados e refletem a composição das comunidades que atendem.

O seu principal Índice do Estado de Direito do WJP,  mede a extensão em que 140 países e jurisdições  aderem ao Estado de direito em oito dimensões:  Restrições aos Poderes Governamentais, Ausência de Corrupção, Governo Aberto, Direitos Fundamentais, Ordem e Segurança, Aplicação Regulamentar, Justiça Civil e Justiça Criminal.

### Organização de Direito Internacional do Desenvolvimento
A Organização Internacional do Direito ao Desenvolvimento (IDLO) é uma organização intergovernamental com foco conjunto na promoção do Estado de Direito e do desenvolvimento. Trabalha para capacitar as pessoas e as comunidades a reivindicarem os seus direitos e fornece aos governos o conhecimento necessário para os concretizar.  Apoia as economias emergentes e os países de rendimento médio a reforçarem a sua capacidade jurídica e o quadro do Estado de direito para o desenvolvimento sustentável e as oportunidades económicas.  É a única organização intergovernamental com o mandato exclusivo de promover o Estado de direito e tem experiência de trabalho em mais de 90 países em todo o mundo. 

A Organização Internacional de Direito do Desenvolvimento tem uma definição holística do Estado de Direito:
Mais do que uma questão de devido processo legal, o Estado de Direito é um facilitador da justiça e do desenvolvimento. As três noções são interdependentes; quando realizadas, elas se reforçam mutuamente. Para o IDLO, tanto quanto uma questão de leis e procedimentos, o Estado de Direito é uma cultura e prática diária. É inseparável da igualdade, do acesso à justiça e à educação, do acesso à saúde e da proteção dos mais vulneráveis. É crucial para a viabilidade das comunidades e das nações, e para o ambiente que as sustenta. 

### Rede Internacional para Promover o Estado de Direito
A Rede Internacional para Promover o Estado de Direito é uma rede internacional de profissionais do direito que trabalham em questões de Estado de Direito em países em desenvolvimento e em pós conflito, a partir de uma perspectiva de política, prática e pesquisa. O INPROL está sediado no Instituto da Paz dos EUA, em parceria com o Departamento de Estado dos EUA, o Gabinete de Narcóticos Internacionais e a Aplicação da Lei, a Unidade de Assuntos Policiais Estratégicos da Organização para a Segurança e Cooperação na Europa, o Centro de Excelência para a Unidade de Estabilidade Policial e a Faculdade de Direito William and Mary nos Estados Unidos. 